# Список умерших в 821 году

## Январь
- 24 января — Арн, церковный деятель Франкского государства, первый епископ Зальцбурга, затем первый архиепископ Зальцбургский (785—821), аббат монастыря Сент-Аман (782—785).
- Феодот I, Патриарх Константинопольский (815—821).

## Февраль
- 12 февраля — Бенедикт Анианский, бенедиктинский монах и франкский государственный деятель, автор орденского устава о реформировании монастырских правил в сторону усиления аскетизма монахов и ограничения их вольностей; католический святой.

## Декабрь
- 18 декабря — Теодульф, поэт эпохи Карла Великого, епископ Орлеана, аббат Флёри, член Палатинской академии.

## Дата смерти неизвестна или требует уточнения
- Адриан, граф Орлеана (?—821).
- Бо-и-хан, каган Уйгурского каганата (808—821).
- Борна, князь Приморской Хорватии (810—821), вассал Франкии.
- Жарнитин, знатный бретонец, называемый историческими источниками королём Бретани (813/814—818?).
- Кенвульф, король Мерсии (796—821), Восточной Англии (798—821) и Кента (807—821).
- Кинехельм, король Мерсии (821).
- Мария Амнийская, первая супруга византийского императора Константина VI.
- Славомир, верховный князь Ободритского племенного союза (809—819); первый из правителей балтийских славян, принявший христианство.